# アレクセイ・ワシリエフ
アレクセイ・チホノヴィッチ・ワシリエフ（ロシア語: Алексей Тихонович Васильев、1869年3月21日 - 1930年）は、ロシア帝国の警察官僚、検察官。ロシア帝国最後の警察部長。

## 経歴
官僚の息子。キエフ大学を卒業。1891年から法曹界。
- 1901年 - キエフ管区裁判所検事補
- 1904年 - ペテルブルク管区裁判所検事補
- 1906年 - 警察部附属特別委任官
- 1913年7月 - 内務大臣附属特別委任官となり、警察部副部長を代行
- 1915年11月 - 出版問題総局会議議員
- 1916年10月28日 - 警察部長

二月革命中に逮捕され、ペトロパヴロフスク要塞に収監された。十月革命後、ウクライナに逃亡し、その後フランスに移住して同地で死去した。